# Shadowrun (игра, 1994)
Shadowrun — это компьютерная ролевая игра для игровой консоли Sega Genesis, выпущенная в 1994 году. Является адаптацией одноимённой настольной ролевой игры от компании FASA. Разработан компанией BlueSky Software.
Является второй видео игрой, по вымышленной вселенной Shadowrun, и имеет более свободный стиль игры, чем ее аналог для консоли SNES выпущенный в 1993 году.

## Игровой процесс
| Сводный рейтинг    | Сводный рейтинг |
| Агрегатор          | Оценка          |
| ------------------ | --------------- |
| GameRankings       | 76 %            |
| Иноязычные издания |                 |
| Издание            | Оценка          |
| EGM                | 40 / 50         |
| Famitsu            | 24 / 40         |
| GamePro            | 13 / 20         |

Игрок управляет персонажем в перспективе от третьего лица как при исследования игрового мира, так и в боевых столкновениях. Сражения происходят в реальном времени и, хотя их сложность варьируется, как правило столкновения относительно скоротечны. В прологе доступ персонажа к игровому миру ограничен одним районом, но вскоре открываются возможности посещать все игровые локации. Перемещение между районы осуществляется преимущественно на такси, но существуют сюжетные ограничения, в виде специальных пропусков, которые в свою очередь игрок может обойти.
Как и в большинстве ролевых видеоигр, навыки и атрибуты персонажей могут быть улучшены. В игре Shadowrun используется уникальная система кармы, которая позволяет полностью настраивать персонажа. Карма (эквивалентна понятию опыта в ролевых играх), выдаётся персонажу за успешное завершение заданий, победу над противниками и продвижение по сюжету игры. Игрок может потратить карму на характеристики и навыки, по выбору игрока.
Чтобы заработать деньги и карму, игрок должен участвовать в Теневых Забегах (англ. Shadowruns) — незаконных миссиях, которые выдают анонимные заказчики, называемые обычно на сленге «бегунов» — мистер Джонсонс. Мистер Джонсонс — это как правило связной какой-либо мегакорпорации, которые решает тёмные вопросы своих боссов. В зависимости от заказчика, предлагаются различные виды заданий, такие как рейды в бандитские зоны, поиск и извлечение информации, кражи, курьерские миссии, охота на нежить или «матричные забеги» — работа в киберсети «Матрица» (англ. The Matrix).

## Сюжет
Сюжет Shadowrun начинается 31 января 2058 года в городе Сиэтл, который расположен в Соединённых государствах Канады и Америки. На территории недавно отвоеванных индейских земель Салиш-Шидхе небольшая команда «бегущих в тени» (англ. Shadowrunners) попадает в жёсткую засаду неизвестных противников. Расправа была быстрой, но ее заснял на видео один из убитых «бегущих в тени» на кибер-глаз. Видео попадает в новостные каналы национальных средств массовой информации. Последним из погибших на видео был «бегущий в тени» — Майкл, брат Джошуа (главного героя игры).
Джошуа тратит свои последние нью-йены (основная игровая валюта вселенной Shadowrun) на перелёт в Сиэтл, поклявшись отомстить за смерть брата. Ему удаётся отследить последнюю транзакцию с кредитки Майкла в мотель «Гроба Стокера» что расположен в Редмондских пустошах. Джошуа направляется туда, чтобы узнать о своем брате, но владелец сообщает ему, что Майкл не оплатил счета и на самом деле у него остались тут кое-какие вещи. Владелец заключает сделку с Джошуа и, выполняет «теневые забеги» мелкого «мистера Джонсона» по имени Гандерсон. Получив достаточно денег, чтобы оплатить счета своего брата, Джошуа забирает у владельца мотеля вещи Майкла. В вещах он находит три «голопикса»: один — молодой женщины Табаты Шейл, другой — индейца Дэвида Оулфезера и третий — доктора Хивершина из городской больницы Сиэтла. Также ему достаётся старая кибердека, и кредитка с небольшой суммой нью-йен.